# 6558 Norizuki
6558 Norizuki (1991 GZ) là một tiểu hành tinh vành đai chính được phát hiện ngày 14 tháng 4 năm 1991 bởi K. Endate ở Kitami, Hokkaidō.